# Küsten-Strauchschrecke
Die Küsten-Strauchschrecke (Pholidoptera littoralis) ist eine Langfühlerschrecke aus der Unterfamilie der Tettigoniinae innerhalb der Überfamilie der Laubheuschrecken. Es werden drei Unterarten unterschieden.

## Merkmale
Die Küsten-Strauchschrecke ähnelt der Südlichen Strauchschrecke, ist aber schlanker und langbeiniger. Ihr Halsschild ist nach hinten leicht verlängert. Die Art ist überwiegend einfarbig und wenig kontrastreich braun und weist oft auch grüne Partien auf. Die Halsschildseitenlappen sind dunkelbraun bis schwarz gefärbt und haben einen breiten hellgelben bis weißlichen oder grünlichgelben Rand. Die schwarze Färbung auf dem Halsschild wird nach vorne über den Kopf fortgesetzt, endet an den Fühleransätzen und wird hinter und über dem Auge durch einen mehr oder weniger breiten, hellen Strich schräg nach hinten oben zerteilt. Oft ist die Körperunterseite einschließlich der Oberschenkel der Beinpaare (oder Teilen von diesen) hellgrün. Die zurückgebildeten Flügel reichen fast bis zur Abdomenmitte und sind hell gelblich geädert. Die Fühler sind etwas länger als der Körper, die Facettenaugen sind braun mit dunklem Punkt in der Mitte. Das Männchen besitzt ungewöhnlich lange Cerci, die im ersten Viertel oder kurz dahinter gezähnt sind. Der Legebohrer des Weibchens ist körperlang und kaum gebogen. Die Küsten-Strauchschrecke erreicht eine Körperlänge von 22 bis 28 Millimetern.
In Südfrankreich und an der Adriaküste treten teilweise sehr ähnliche Arten der Gattung Pholidoptera auf.

## Lebensweise und Verbreitung
Die Küsten-Strauchschrecke hält sich – anders als der Name vermuten lässt – nicht nur an Küsten, sondern auch in weiten Gebieten im Binnenland und sogar Mittelgebirgen auf. Sie bewohnt Wiesen, Waldlichtungen, Gebüsche und (wie schon erwähnt) Mittelgebirge. Sie kommt oft in denselben Gebieten wie die Südliche Strauchschrecke vor und ist auch oft mit dieser vergesellschaftet. Die Küsten-Strauchschrecke ist sehr flink und daher in dichter Vegetation schwer zu fangen. Ihr Verbreitungsgebiet erstreckt sich von Griechenland über weite Teile der Balkanhalbinsel über das italienische Alpenvorland, die Schweiz und Österreich bis nach Deutschland, Tschechien, Polen und die Slowakei, wo sie jedoch nicht so häufig vorkommt, bzw. wohin sie passiv verschleppt oder wo sie ausgesetzt wurde (wie beispielsweise in München). Imagines treten von Juni bis Oktober auf.

## Systematik
Es werden bislang drei Unterarten unterschieden:
- Ph. l. littoralis (Fieber, 1853) – stellt die Nominatform dar – verbreitet in der Schweiz, Österreich, Deutschland, Tschechien, Polen und der Slowakei
- Ph. l. insubrica Nadig, 1961 – verbreitet in der Schweiz, Österreich, Deutschland, Tschechien, Polen und der Slowakei
- Ph. l. similis (Brunner von Wattenwyl, 1861) – ist auf der Balkanhalbinsel verbreitet